# International Discount Telecommunications

Logo d'IDT.

International Discount Telecommunications (IDT) est un opérateur américain de télécommunications fondé en 1990, qui s'est longtemps spécialisé dans le « call-back » et qui a joué un rôle pionnier dans la Voix sur IP quelques années après.

## Histoire
International Discount Telecommunications est fondé en 1990 par Howard Jonas, né en 1956, président d'un groupe de médias, qui s'est intéressé à la téléphonie lors d'un voyage dans sa succursale en Israël. 
La société s'est longtemps spécialisé dans le « call-back » avant de
devenir aussi un important fournisseur d'accès à Internet, en plus d'être un opérateur télécom de longue distance né de la déréglementation du marché américain. 
IDT décide de lancer en août 1996 le service Net2Phone de télécommunications par Internet. Même si la qualité du son est alors jugé inférieure à celle d'une communication classique, IDT annonce dans la presse qu'il prépare une compression numérique qui réduira l'effet d'écho.
IDT  se fait connaitre au milieu des années 1990 pour sa capacité à casser les prix des communications: « Nous sommes la société la plus haïe par l'industrie des télécoms » aime
alors souligner son président fondateur.